# Fargesia rufa
La Fargesia rufa és una espècie de bambú, del gènere Fargesia de la família de les poàcies, ordre de les poals, subclasse Commelinidae, classe Liliopsida, divisió dels magnoliofitins.
És coneguda en xinès com a qingchuan jianzhu (xinès: 青pinyin: qīngchuānjiǎnzhú), amb el significat de "Fargesia Qingchuan". Quingxuan és un comtat en la prefectura de Guangyuan, al nord de Sichuan. Aquest bambú es troba en les zones altes d'aquesta província, com també al sud de Gansu. La planta és una font d'alimentació important per al panda gegant.